# Rasatomaria
Rasatomaria is een geslacht van uitgestorven weekdieren uit de klasse van de Gastropoda (slakken). Exemplaren van dit geslacht zijn slechts als fossiel bekend.

## Soort
- Rasatomaria gentilii Pieroni & Nützel, 2014 †